# سطح غير لاصق

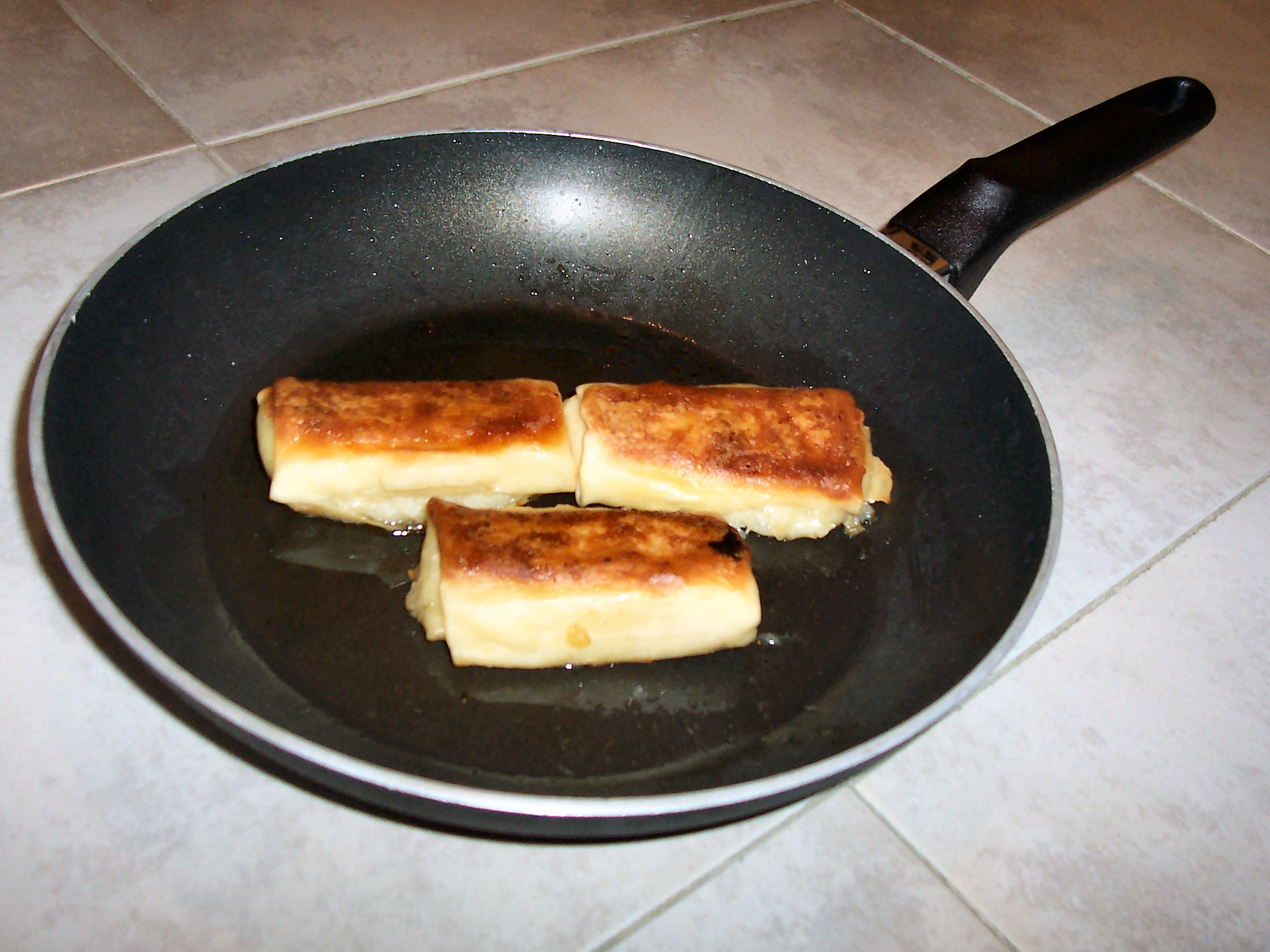
الطعام في مقلاة غير لاصقة

تم تصميم السطح غير اللاصق لتقليل قدرة المواد الأخرى على الالتصاق به. تعتبر أواني الطبخ غير اللاصقة من التطبيقات الشائعة، حيث تسمح الطبقة الغير لاصقة للطعام بالتحمر والنضج دون الالتصاق بالمقلاة. ويُستخدم مصطلح "غير لاصق" عادةً للإشارة إلى الأسطح المطلية بمادة البولي تيترافلوروإيثيلين (PTFE)، وأشهر علامة تجارية له هي التيفلون . في القرن الحادي والعشرين، تم تسويق الطلاءات الأخرى باعتبراها غير لاصقة، مثل الألومنيوم المؤكسد ، والسيليكا ، والحديد الزهر المطلي بالمينا ، وأدوات الطبخ المتبلة .

## أنواع

### التحبير

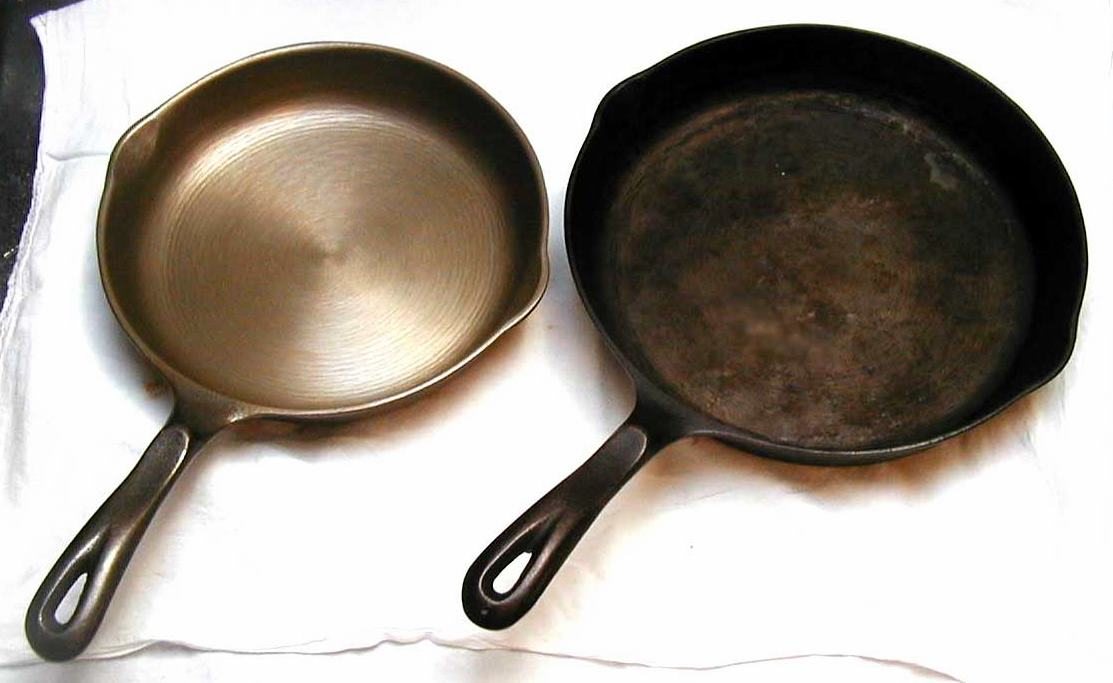
مقالي من الحديد الزهر، قبل التحبير (يسار) وبعد عدة سنوات من الاستخدام (يمين)

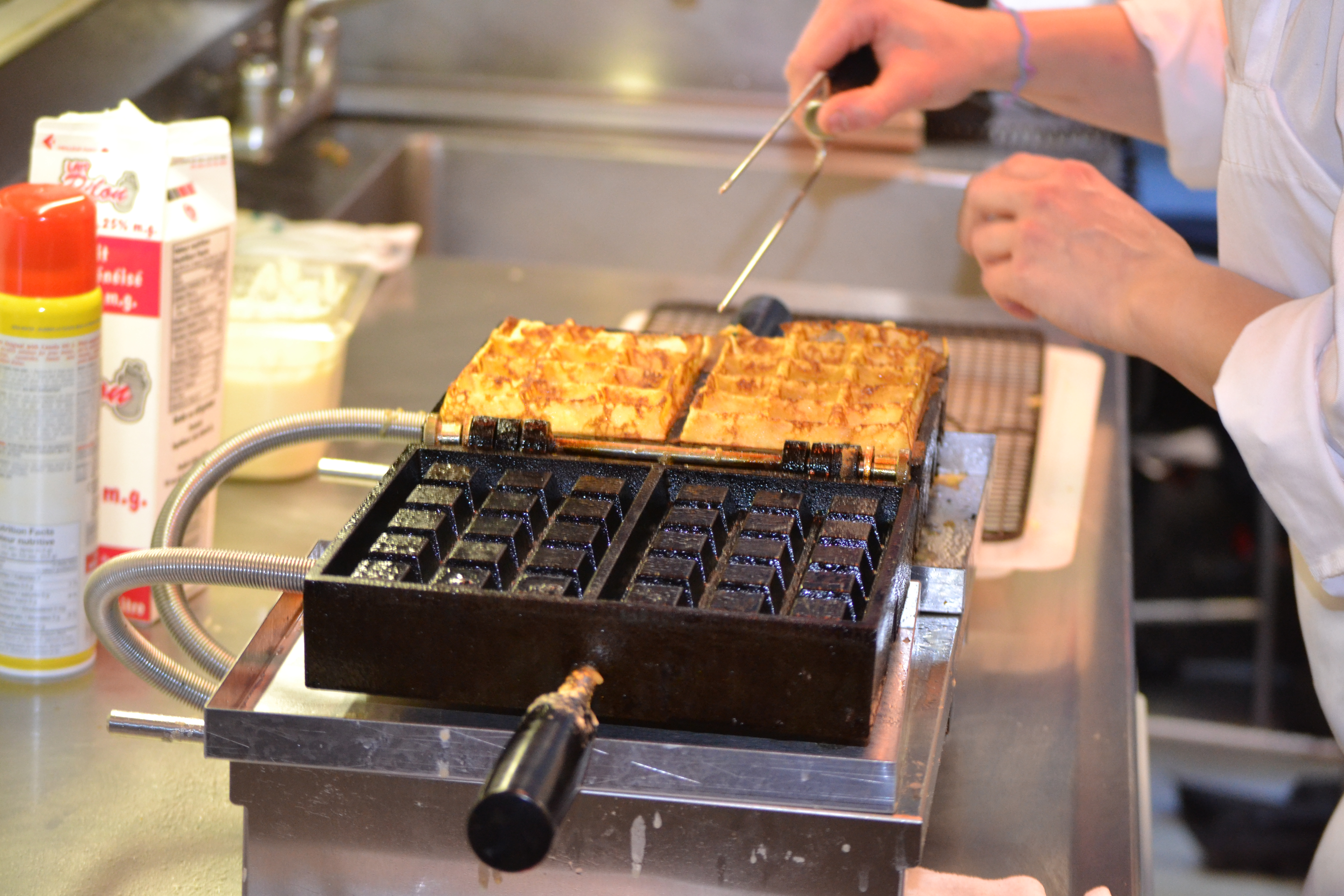
حديد الوافل التجاري الذي يتطلب التحبير بالبلمرة

قد يتم تحبير أواني الطهي المصنوعة من الحديد الزهر والفولاذ الكربوني ،  الفولاذ المقاوم للصدأ  والألمنيوم المصبوب قبل الطهي عن طريق تطبيق دهن على السطح وتسخينه لبلمرته. وهذا ينتج طبقة جافة وصلبة وناعمة وكارهة للماء، والتي تصبح غير لاصقة عند طهي الطعام باستخدام كمية صغيرة من زيت الطبخ أو الدهن.

### البوليمر الفلوري
تم تصنيع المقالي الحديثة غير اللاصقة باستخدام طلاء من تفلون (البولي تترافلورإيثيلين أو PTFE). تم اختراع PTFE بشكل عرضي بواسطة روي بلانكيت في عام 1938،  أثناء عمله لمشروع مشترك لشركة دو بونت. وتبين أن المادة لها العديد من الخصائص الفريدة، بما في ذلك مقاومة عالية للتآكل وأقل معامل احتكاك من أي مادة تم تصنيعها حتى الآن. تم استخدام PTFE لأول مرة لصنع الأختام المقاومة لغاز سداسي فلوريد اليورانيوم المستخدم في تطوير القنبلة الذرية خلال الحرب العالمية الثانية، وكان يُنظر إليه على أنه سر عسكري. سجلت دوبونت علامة تجارية "تفلون" في عام 1944 وبدأت بسرعة في التخطيط لاستخدام التجاري للمنتج الجديد بعد الحرب.
بحلول عام 1951، طورت شركة دوبونت تطبيقات للتفلون في الخبز التجاري وصناعة الكعك. ومع ذلك، تجنبت الشركة سوق أدوات الطهي الاستهلاكية بسبب المشاكل المحتملة المرتبطة بإطلاق الغازات السامة في حالة ارتفاع درجة حرارة أواني الموقد في أماكن غير جيدة التهوية. أثناء عمله في شركة دوبونت ، طُلب من جون جيلبرت، خريج كلية الهندسة بجامعة نيويورك تاندون، تقييم مادة تم تطويرها حديثًا تسمى تفلون. ساعدت تجاربه باستخدام البوليمر المفلور كطلاء سطحي للأواني والمقالي في إحداث ثورة في أواني الطهي غير اللاصقة.
وبعد سنوات قليلة، بدأ مهندس فرنسي في طلاء معدات الصيد الخاصة به بمادة التيفلون لمنع التشابك. اقترحت زوجته كوليت استخدام نفس الطريقة لتغليف أواني الطبخ الخاصة بها. وقد نجحت الفكرة وتم منح براءة اختراع فرنسية لهذه العملية في عام 1954. تأسست شركة تيفال عام 1956 لتصنيع المقالي غير اللاصقة.

#### المخاوف الصحية
عندما يتم تسخين المقالي إلى ما يزيد عن 260 درجة مئوية (500 درجة فهرنهايت) تقريبًا، يبدأ طلاء PTFE في الانفصال، مما يؤدي إلى إطلاق حمض الهيدروفلوريك ومجموعة متنوعة من مركبات الفلور العضوية التي يمكن أن تسبب حمى دخان البلمرة لدى البشر ويمكن أن تكون قاتلة للطيور. وقد أثيرت مخاوف بشأن الآثار السلبية المحتملة لاستخدام أواني الطبخ المطلية بـ PTFE.
في الماضي، كان يُستخدم حمض البرفلوروأوكتانويك (PFOA) كمستحلب في معالجة PTFE. ومع ذلك، يُعتبر PFOA ملوث عضوي ثابت ويثير مخاوف بيئية وصحية، وأصبح الآن قيد الإزالة التدريجية من استخدامه في معالجة PTFE.
تم استبدال حمض البرفلوروأوكتانويك (PFOA) بمنتج GenX الذي تم تصنيعه بواسطة شركة Chemours التابعة لشركة DuPont. ويبدو أن GenX يثير مشاكل صحية مماثلة لتلك الموجودة في PFOA المحظور الآن.

#### استخدامات الطهي والقيود
مع أنواع أخرى من المقالي، قد يكون هناك حاجة إلى بعض الزيت أو الدهن لمنع الطعام الساخن من الالتصاق بسطح المقلاة. بالمقابل، لا يوجد نفس الميل لالتصاق الطعام على السطح غير اللاصق؛ ويمكن استخدام المقالي بكمية أقل من الزيت أو بدونه، كما أنها أسهل في التنظيف لأن البقايا لا تلتصق بالسطح.

#### السيراميك
ليست جميع المقالي غير اللاصقة تستخدم تفلون؛ أصبحت هناك طلاءات غير لاصقة أخرى متاحة. على سبيل المثال، يمكن رش مزيج من التيتانيوم والسيراميك على سطح المقلاة بواسطة البثق الرملي، ثم حرقه على درجة حرارة 2000 درجة مئوية (3630 درجة فهرنهايت) لإنتاج طلاء سيراميكي غير لاصق.
الطبقة فائقة الكارهة للماء هي طبقة سطحية رقيقة تطرد الماء. وهي مصنوعة من مواد فائقة الكارهة للماء . يمكن أن ترتد القطرات التي تصيب هذا النوع من الطلاء بشكل كامل. بشكل عام، يتم تصنيع الطلاءات فائقة الكارهة للماء من مواد مركبة حيث يوفر أحد المكونات الخشونة والآخر يوفر طاقة سطحية منخفضة.

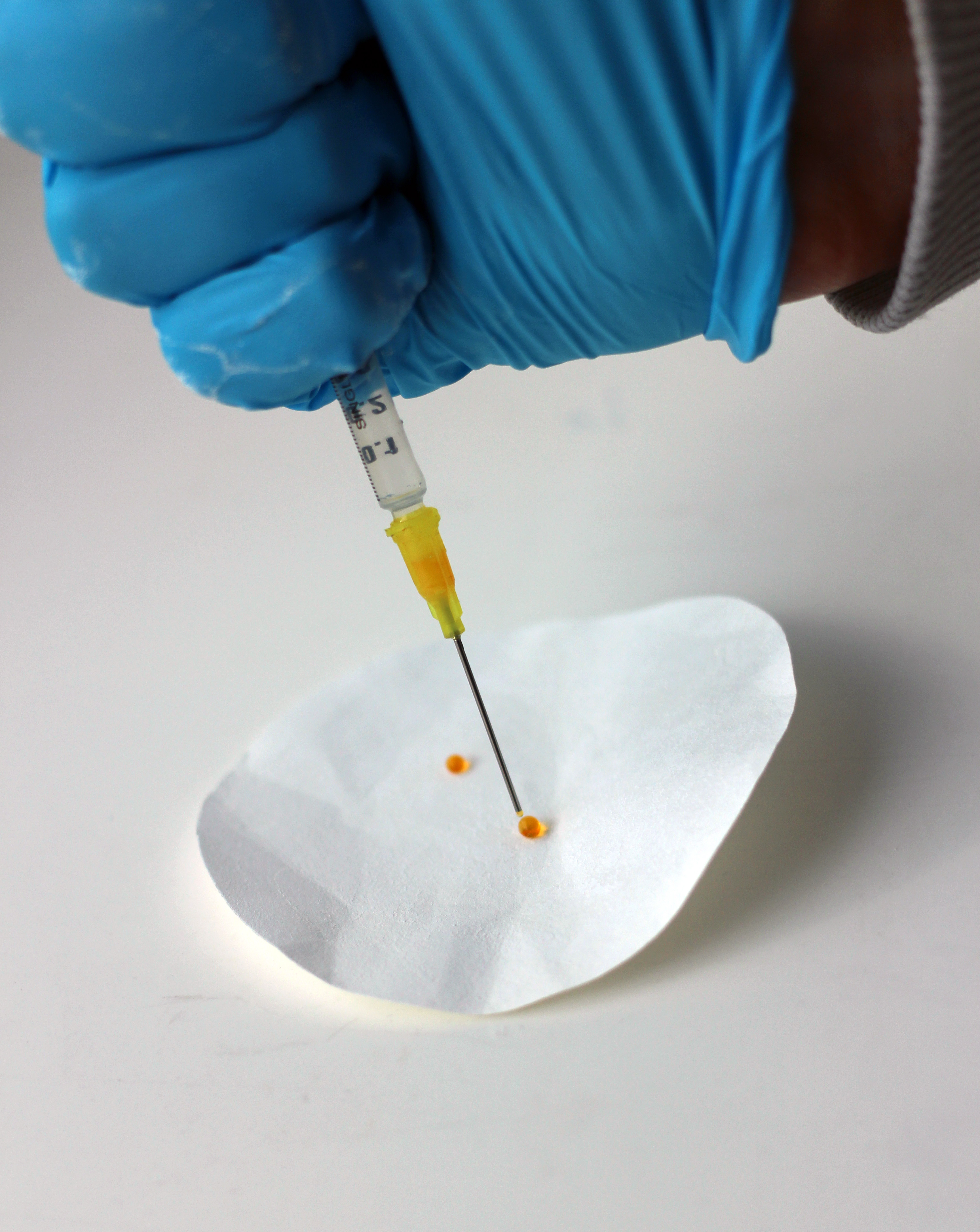
تُظهر هذه الصورة ورق ترشيح عالي الامتصاص ومطلي بطبقة فائقة الكارهة للماء تم تطويرها في جامعة كوليدج لندن. هذا يطرد الماء (الذي تم صبغه باللون البرتقالي لمزيد من التباين)

## أنظر أيضا
- المواد الكيميائية إلى الأبد (فاعل بالسطح فلوري)